# Internet en Corea del Sur

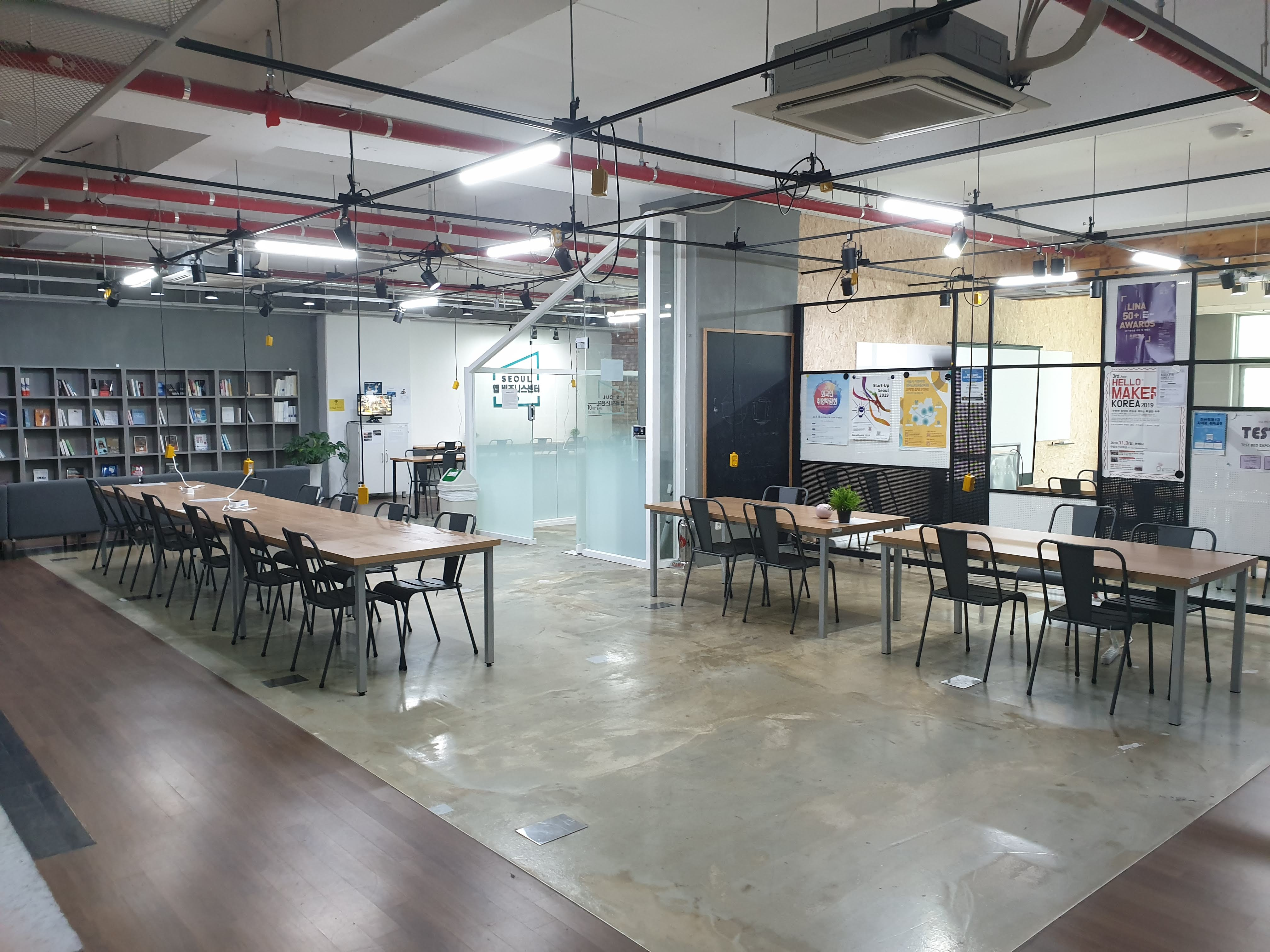
Seúl center lobby

Corea del Sur es el líder en el número de conexiones de DSL por cabeza a nivel mundial. ADSL es el estándar pero el VDSL ha estado ganando terreno. ADSL comúnmente ofrece velocidades de 2 Mbit/s hasta 8 Mbit/s, y el VDSL hasta 52 Mbit/s. La gran población en Corea que vive en apartamentos que particularmente tienen una estructura de bloques, hace que el DSL se expanda más rápido, así como la penetración del consumo de electrónicos en general. "Ciber" Apartamentos tienen velocidades hasta de 100 Mbit/s. VDSL es comúnmente encontrado en nuevos apartamentos mientras que el ADSL es normalmente encontrado en propiedades en donde el intercambio telefónico es cada vez más lejos. El Internet tiene un gran estatus en muchos surcoreanos que lo que representa en el occidente y el gobierno activamente apoya el movimiento. El ancho de banda de Corea del Sur es el más avanzado en el mundo. En enero de 2006, Corea se convirtió en el primer país con un 50% de penetración de Internet per cápita. Para el 2005 era el primer país en completar la conversión de un servicio de dial up (por teléfono) a broadband o banda ancha. Es también el más barato y más rápido en el planeta.
Hoy en día muchos apartamentos y casas comunes tienen la disponibilidad de conexiones de hasta 100 Mbit/s. LG, KT y SK son las tres compañías más grandes que ofrecen el servicio de High Speed Internet o Internet de alta velocidad.
Corea anunció que para el 2013 se estarán instalando conexiones que tendrán 1 Gbit/s esto es, 200 veces una conexión de 5 Mbit/s.
La mayoría del internet en Corea del Sur se utiliza en los móviles.
- Datos: Q486322
- Multimedia: Internet in South Korea / Q486322